# Valeriana hardwickei
Valeriana hardwickei är en kaprifolväxtart som beskrevs av Nathaniel Wallich. Valeriana hardwickei ingår i släktet vänderötter, och familjen kaprifolväxter. Inga underarter finns listade i Catalogue of Life.